# Pałac Lodowy w Sankt Petersburgu
Pałac Lodowy w Sankt Petersburgu (ros. Ледовый Дворец) – hala widowiskowo-sportowa z lodowiskiem w Petersburgu w Rosji. 
Została wybudowana w latach 2009-2010, a koszt budowy wyniósł 60 milionów dolarów. Może pomieścić 12 300 widzów. 
Lodowisko służy klubowi hokejowemu SKA Sankt Petersburg występującemu w rozgrywkach KHL. W 2000 w hali odbywały się mecze mistrzostw świata w hokeju na lodzie, a w 2011 Mecz Gwiazd KHL. W dniach 7 i 8 maja 2014 w hali odbył się KHL Junior Draft 2014.
Poza tym odbywają się tu koncerty. 